# Ein Herbstmanöver
Ein Herbstmanöver ist eine Operette des Komponisten Emmerich Kálmán und des Librettisten Robert Bodanzky. Die Uraufführung fand am 22. Januar 1909 im Theater an der Wien in Wien statt. Bei dem Werk handelt es sich um die deutsche Umarbeitung der ungarischen Kálmán Operette Tatárjárás aus dem Jahr 1908.

## Handlung
Vor langer Zeit waren Baronin Risa und Lörenthy ein Liebespaar. Zu jener Zeit war Lörenthy auch Besitzer eines Schlosses. Die Beziehung brach auseinander und Risa heiratete einen reichen Rivalen von Lörenthy. Dieser Rivale nahm ihm nicht nur die Frau, sondern auch das Schloss weg. Kein Wunder, dass Lörenthy verbittert wurde. Er ging zur Armee und wurde Oberleutnant. Nun, Jahre später, findet gerade ein Manöver just in der Nähe dieses Schlosses statt. Unter vielen anderen ist auch Oberleutnant Lörenthy Teilnehmer dieser Militärübung. Im Schloss selbst lebt die inzwischen verwitwete Risa. Der Oberleutnant Lörenthy, immer noch verbittert, weigert sich das Schloss zu betreten. Gleichzeitig verliebt sich Treszka, die Tochter des Feldmarschalls, in Lörenthy. Dabei ignoriert sie die Avancen eines jungen Leutnants namens Marosi.
Die weiteren Umstände zwingen Lörenthy dann doch im Schloss Zuflucht zunehmen. Er verliebt sich aufs Neue in Risa, die ihn dazu bringt zu desertieren und bei ihr zu bleiben. Beide wissen, dass das das Ende der militärischen Laufbahn des Oberleutnants bedeutet. Schlimmer noch, der Feldmarschall fordert eine strenge Bestrafung. Durch gutes Zureden von Risa und Treszka kann er aber umgestimmt werden. Er reduziert die Strafe auf einen Arrest von 24 Stunden. Dann ist Lörenthy frei für Risa. Gleichzeitig widmet sich Treszka, die nun einsehen muss, dass sie bei Lörenthy keine Chancen hat, ihrem Verehrer Marosi. Am Ende haben sich also, in klassischer Operettentradition, die zwei Paare gefunden und einem Happy End steht nichts mehr im Weg.

## Rezeption
Mit Ein Herbstmanöver erntete Emmerich Kálmán einen ersten Achtungserfolg auf deutschsprachigen Bühnen. Das Werk wurde sehr gut aufgenommen und schaffte es sogar unter dem Namen The Gay Hussars an den Broadway in New York. Dann wurde es auch in anderen Städten und in Großbritannien aufgeführt. Im deutschsprachigen Raum hielt sich das Werk noch einige Jahre gut, ehe es dann von anderen großen Operettenerfolgen allmählich von den Spielplänen verdrängt wurde. Während der NS-Zeit war es, wie alle Werke von  Emmerich Kálmán, verboten. Auch nach dem Krieg führte das Werk ein Schattendasein. Es wurde selten bis gar nicht gespielt. Erst in jüngster Zeit erlebte es eine Renaissance. Im Jahr 2017 kam es in Gießen auf den Spielplan.  Für diese Inszenierung erhielt das Gießener Stadttheater den Oktober Frosch 2017 von BR Klassik.

## Tonträger
Die Produktion des Stadttheaters Gießen wurde auf einer CD eingespielt. Diese wurde vom Label Oehms Classic in Zusammenarbeit mit HR2 veröffentlicht. Unter der Leitung von Michael Hofstetter singen und spielen das Ensemble des Gießener Theaters, der Chor des Stadttheaters Gießen und das Philharmonische Orchester Gießen.